# Бад-Фишау-Брунн
Бад-Фишау-Брунн (нем. Bad Fischau-Brunn) — ярмарочная коммуна (нем. Marktgemeinde) в Австрии, в федеральной земле Нижняя Австрия.
Входит в состав округа Винер-Нойштадт. Население составляет 2807 человек (на 31 декабря 2005 года). Занимает площадь 20,59 км². Официальный код — 3 23 01.

## Достопримечательности
- Придорожный ресторан, построенный по проекту Хундертвассера

## Политическая ситуация
Бургомистр коммуны — Райнхард Кноблох (АНП) по результатам выборов 2005 года.
Совет представителей коммуны (нем. Gemeinderat) состоит из 21 места.
- АНП занимает 12 мест.
- СДПА занимает 7 мест.
- Партия BÜLI занимает 2 места.